# Rumjancevo (metropolitana di Mosca)
Rumjancevo (in russo Румянцево?) è una stazione della Metropolitana di Mosca situata sulla Linea Sokol'ničeskaja. A seguito della sua inaugurazione nel 2016.